# Mimiphiastus
Mimiphiastus is een kevergeslacht uit de familie van de boktorren (Cerambycidae). De wetenschappelijke naam van het geslacht werd voor het eerst geldig gepubliceerd in 1978 door Breuning.

## Soorten
Mimiphiastus is monotypisch en omvat slechts de volgende soort:
- Mimiphiastus vivesi Breuning, 1978